# Аппер-Бруквілл (Нью-Йорк)
Аппер-Бруквілл (англ. Upper Brookville) — селище (англ. village) в США, в окрузі Нассау штату Нью-Йорк. Населення — 1786 осіб (2020).

## Географія
Аппер-Бруквілл розташований за координатами 40°50′51″ пн. ш. 73°33′46″ зх. д. / 40.84750° пн. ш. 73.56278° зх. д. (40.847602, -73.562658).  За даними Бюро перепису населення США в 2010 році селище мало площу 11,18 км², уся площа — суходіл.

## Демографія
Згідно з переписом 2010 року, у селищі мешкало 1698 осіб у 569 домогосподарствах у складі 480 родин. Густота населення становила 152 особи/км².  Було 611 помешкання (55/км²).
Расовий склад населення:
| - 86,8 % — білих - 9,5 % — азіатів - 0,9 % — чорних або афроамериканців - 0,1 % — вихідців з тихоокеанських островів - 0,1 % — корінних американців |

До двох чи більше рас належало 2,2 %. Частка іспаномовних становила 4,7 % від усіх жителів.
За віковим діапазоном населення розподілялося таким чином: 22,4 % — особи молодші 18 років, 59,8 % — особи у віці 18—64 років, 17,8 % — особи у віці 65 років та старші. Медіана віку мешканця становила 47,6 року. На 100 осіб жіночої статі у селищі припадало 94,3 чоловіків;  на 100 жінок у віці від 18 років та старших — 91,8 чоловіків також старших 18 років.
За межею бідності перебувало 1,5 % осіб, у тому числі 0,0 % дітей у віці до 18 років та 0,3 % осіб у віці 65 років та старших.
Цивільне працевлаштоване населення становило 734 особи. Основні галузі зайнятості: освіта, охорона здоров'я та соціальна допомога — 23,8 %, науковці, спеціалісти, менеджери — 19,1 %, фінанси, страхування та нерухомість — 14,0 %, роздрібна торгівля — 10,9 %.